# 高橋真一郎
高橋 真一郎（たかはし しんいちろう、1957年10月27日 - ）は、広島県福山市(旧深安郡神辺町)出身の元サッカー選手、指導者(JFA 公認S級コーチ)。
現SRC広島監督。

## 来歴

### 現役時代
神辺町立神辺中学校時代からサッカーを始める。松永高3年次には第30回国民体育大会の広島県選抜に選ばれ、石崎信弘や金田喜稔、木村和司らとプレーしている。
大阪経済大学を卒業後、1980年に東洋工業（現マツダ）に入社。マツダSC（現サンフレッチェ広島）時代にはドリブルの得意なFW・MFとして、信藤克義、松田浩、ディド・ハーフナー、風間八宏らとともに中心選手として活躍した。特にキック力が強く、ハンス・オフト監督の指導を受けフリーキックのスペシャリストとなった。1985年のJSL2部最終戦の対田辺製薬戦での唯一の得点は高橋の直接FKによるゴールで、この得点はマツダをJSL1部昇格に導いた。1987年には、猿沢茂、木村孝洋ら地元広島出身者や小林伸二や中村重和らと共に、天皇杯決勝進出に貢献した。
1986年JSL選抜（日本B代表）、1987年には日本代表に選出された が、怪我のため辞退している。
1992年、プロ化に伴いサンフレッチェ広島とプロ契約。Jリーグ元年の1993年終了後に膝の故障のため引退した。

### 指導者時代
引退後は、サンフレッチェ広島のトップコーチに就任、スチュワート・バクスター監督やビム・ヤンセン監督の元でコーチ経験を積んだ。またこの時期に広島テレビ放送の『進め!スポーツ元気丸』に解説者として出演している。1997年以降はユースダイレクターとして育成組織の選手育成および発掘を行った。
広島ユースダイレクター時代、ナショナルトレセンコーチを兼務し活躍していたときに上野山信行に見初められてガンバ大阪からオファー が届き、2000年からユース監督に就任した。同年および2002年のJユースカップ優勝を果たし、家長昭博・井川祐輔・児玉新・寺田紳一・丹羽大輝らを育てた。同年齢で同タイプの家長と本田圭佑のうち、家長をユースに昇格させ本田を見送り決定したスタッフの一人でもある。
2003年、サンフレッチェ広島ユースダイレクターに復帰。
2004年からは横浜F・マリノスユースの監督に就任し、2005年にはクラブユース選手権準優勝を果たし、ハーフナーの息子であるハーフナー・マイクや長谷川アーリアジャスール、飯倉大樹、水沼貴史の息子である水沼宏太らを育てた。2007年からは早野宏史率いるトップチームコーチに昇格したものの、1年限りで契約満了。
2008年から石崎信弘率いる柏レイソルのトップチームヘッドコーチに就任。翌2009年、石崎の監督解任を受けて、自身初となるトップチーム監督に昇格。石崎の築いた徹底したプレッシングサッカーを基調としつつも、より支配率を高めるアクションサッカーへの転換を目指したものの戦術は浸透せず守備が機能しなくなり、怪我人の続出もあって思うようにサッカーの成熟が進まず、リーグ最多失点での17位と低迷、同年7月をもって解任された。後に高橋は当時のことについて、選手を掌握しないまま自分の戦術を押し付けたことが最初の失敗で以降失敗続きだった、と回想している。
2010年、サンフレッチェ広島ユースダイレクターに復帰。トップチームとは別に育成組織専属のフィジカルコーチ導入を提案し、木場克己とアドバイザー契約を結び、ユースの同年度の高円宮杯優勝および2011年高円宮杯優勝を陰ながら支えた。
2012年から東京ヴェルディのトップチームコーチに就任した。同年9月、川勝良一の辞任に伴い監督代行、その後正式に監督に就任した。ただ同シーズンはJ1昇格プレーオフ圏外となる7位で終わったことから、監督を退任した。
2013年、マツダ/東洋工業の先輩に当たる桑田隆幸の後を受け、地元広島にある広島経済大学サッカー部監督に就任した。

## 個人成績
| 国内大会個人成績 | 国内大会個人成績 | 国内大会個人成績 | 国内大会個人成績 | 国内大会個人成績 | 国内大会個人成績 | 国内大会個人成績 | 国内大会個人成績 | 国内大会個人成績 | 国内大会個人成績 | 国内大会個人成績 | 国内大会個人成績 |
| 年度             | クラブ           | 背番号           | リーグ           | リーグ戦         | リーグ戦         | リーグ杯         | リーグ杯         | オープン杯       | オープン杯       | 期間通算         | 期間通算         |
| 年度             | クラブ           | 背番号           | リーグ           | 出場             | 得点             | 出場             | 得点             | 出場             | 得点             | 出場             | 得点             |
| 日本             | 日本             | 日本             | 日本             | リーグ戦         | リーグ戦         | JSL杯/ナビスコ杯 | JSL杯/ナビスコ杯 | 天皇杯           | 天皇杯           | 期間通算         | 期間通算         |
| ---------------- | ---------------- | ---------------- | ---------------- | ---------------- | ---------------- | ---------------- | ---------------- | ---------------- | ---------------- | ---------------- | ---------------- |
| 1980             | 東洋             | 21               | JSL1部           | 9                | 3                |                  |                  |                  |                  |                  |                  |
| 1981             | マツダ           | 21               | JSL1部           | 3                | 0                |                  |                  |                  |                  |                  |                  |
| 1982             | マツダ           | 21               | JSL1部           | 8                | 0                |                  |                  |                  |                  |                  |                  |
| 1983             | マツダ           | 7                | JSL1部           | 10               | 2                |                  |                  |                  |                  |                  |                  |
| 1984             | マツダ           |                  | JSL2部           | 18               | 3                | 2                | 1                |                  |                  |                  |                  |
| 1985             | マツダ           |                  | JSL2部           | 16               | 9                |                  |                  |                  |                  |                  |                  |
| 1986-87          | マツダ           | 7                | JSL1部           | 21               | 7                |                  |                  |                  |                  |                  |                  |
| 1987-88          | マツダ           | 7                | JSL1部           | 11               | 1                | 1                | 0                |                  |                  |                  |                  |
| 1988-89          | マツダ           | 7                | JSL2部           | 26               | 9                | 3                | 0                |                  |                  |                  |                  |
| 1989-90          | マツダ           | 7                | JSL2部           | 30               | 3                | 2                | 0                |                  |                  |                  |                  |
| 1990-91          | マツダ           | 7                | JSL2部           | 26               | 3                | 3                | 1                |                  |                  |                  |                  |
| 1991-92          | マツダ           | 7                | JSL1部           | 22               | 6                | 4                | 0                |                  |                  |                  |                  |
| 1992             | 広島             | -                | J                | -                | -                | 3                | 0                | 2                | 0                | 5                | 0                |
| 1993             | 広島             | -                | J                | 3                | 0                | 3                | 0                | 0                | 0                | 6                | 0                |
| 通算             | 日本             | 日本             | J                | 3                | 0                | 6                | 0                | 2                | 0                | 11               | 0                |
| 通算             | 日本             | 日本             | JSL1部           | 87               | 19               |                  |                  |                  |                  |                  |                  |
| 通算             | 日本             | 日本             | JSL2部           | 116              | 27               |                  |                  |                  |                  |                  |                  |
| 総通算           | 総通算           | 総通算           | 総通算           | 206              | 46               |                  |                  |                  |                  |                  |                  |

・JSLオールスターサッカー　1回出場（1987年）
- Jリーグ初出場：1993年7月3日 対浦和レッドダイヤモンズ戦（駒場）

その他の公式戦
- 1991年
  - コニカカップ 6試合1得点

## 監督成績
ユースカテゴリ
- ガンバ大阪ユース
  - Jユースカップ : 2000年優勝、2002年優勝
- 横浜F・マリノスユース
  - クラブユース選手権 : 2005年準優勝
  - Jユースカップ : 2005年3位

トップカテゴリ
| 年度   | 所属   | クラブ | リーグ戦 | リーグ戦 | リーグ戦 | リーグ戦 | リーグ戦 | リーグ戦 | カップ戦       | カップ戦 |
| 年度   | 所属   | クラブ | 順位     | 試合     | 勝点     | 勝利     | 引分     | 敗戦     | ナビスコ杯     | 天皇杯   |
| ------ | ------ | ------ | -------- | -------- | -------- | -------- | -------- | -------- | -------------- | -------- |
| 2009   | J1     | 柏     | 17       | 17       | 15       | 3        | 6        | 8        | 予選リーグ敗退 | -        |
| 2012   | J2     | 東京V  | 7        | 10       | 13       | ３       | ４       | ３       | -              |          |
| J1通算 | J1通算 | J1通算 | -        | -        | -        | -        | -        | -        |                |          |
| J2通算 | J2通算 | J2通算 | -        | -        | -        | -        | -        | -        |                |          |